# Athetis orbata
Athetis orbata är en fjärilsart som beskrevs av Heinrich Benno Möschler 1884. Athetis orbata ingår i släktet Athetis och familjen nattflyn. Inga underarter finns listade i Catalogue of Life.